# Billy Howton
(en) Statistiques sur pro-football-reference
William Harris Howton, dit Billy Howton, né le 3 juillet 1930 à Littlefield (Texas) et mort le 4 août 2025 à Houston (Texas) , est un joueur professionnel américain de football américain. 
Il joue pendant 12 saisons dans la National Football League (NFL) avec les Packers de Green Bay, les Browns de Cleveland et les Cowboys de Dallas. Au niveau universitaire, il joue pour les Owls de Rice.
Le 26 janvier 1958, il devient le premier président de la National Football League Players Association (NFLPA).
En 2004, il a été intronisé au Temple de la renommée de la Professional Football Researchers Association (PHRA) lors de la deuxième promotion HOVG de l'association.

## Jeunesse et carrière universitaire
Billy Howton fréquente le lycée de Plainview, où il pratique le football américain, le basket-ball et l'athlétisme.
Il s'inscrit ensuite à l'université Rice de Houston, où il est surnommé « Red Fox » non seulement en raison de la couleur de ses cheveux, mais aussi de sa façon de courir pour recevoir les passes, ce qui fait de lui un grand attaquant, établissant un record de la saison pour la moyenne de yards (22,6) lors des réceptions de passes.
En 1951, il termine sa carrière de footballeur américain universitaire avec 64 réceptions pour 1 289 yards et 12 touchdowns, pour obtenir les honneurs suivants :
- Southwest Conference MVP[3].
- All-America[3].
- 1re équipe All-SWC[8].
- Participe au College All-Star Game à Chicago en août 1952[6].
- En 1971, il est intronisé au Rice Athletic Hall of Fame[8].

## Carrière professionnelle

### Packers de Green Bay
Billy Howton est sélectionné au deuxième tour de la draft 1952 de la NFL (en), 15e au total, par les Packers de Green Bay. En tant que rookie, il est immédiatement comparé au célèbre Don Hutson, grâce à sa vitesse et à ses mains sûres. Il s'impose comme l'un des meilleurs wide receivers de la NFL, avec un total de 1 231 yards de réception, ce qui le place en tête de la ligue. Il établit également établi un record de rookie avec treize touchdowns, qui a duré jusqu'en 1965, lorsque le nombre total est battu par Gale Sayers. Son record de réception de touchdown dure jusqu'en 1998, lorsqu'il est battu par Randy Moss.
Billy Howton devient l'un des meilleurs receveurs de l'histoire des Packers, alors qu'il joue sept saisons dans des équipes perdantes (26-56-2),. Au cours de ses sept années à Green Bay, il mène l'équipe en yards de réception pendant six saisons consécutives (1952-57),, est le meilleur receveur de la ligue à deux reprises (1952 et 1956) et une fois en réceptions de touchdown (1956). Il attrape 303 passes pour 5 581 yards avec une moyenne de 18,4 yards par réception, marque 43 touchdowns et obtient le titre d'All-Pro en deux saisons (1956-57) et les honneurs du Pro Bowl en quatre saisons (1952 et 1955-57).
Lors de sa cinquième saison en 1956, Billy Howton attrape sept passes pour un total de 257 yards contre les Rams de Los Angeles.
Billy Howton est nommé représentant des joueurs des Packers et président de la National Football League Players Association (NFLPA) en 1958,. Il joue un rôle majeur dans la création d'un fonds de pension pour les joueurs, un sujet qui a été débattu avec les propriétaires des clubs à l'époque.
En janvier 1959, les Packers engagent Vince Lombardi comme entraîneur-chef et directeur général après le pire bilan de l'équipe (1-10-1) en 1958. En avril, Lombardi envoie Howton aux Browns de Cleveland en échange du defensive end Bill Quinlan (en) et du halfback Lew Carpenter (en). Lombardi souhaite des receveurs capables de bloquer, ce qui n'est pas la force de Howton.
Billy Howton est intronisé au Temple de la renommée des Packers de Green Bay en 1974.

### Browns de Cleveland
Billy Howton ne joue qu'une seule saison à Cleveland, menant l'équipe dans les réceptions avec 39, et vivant ce qui serait la seule campagne gagnante de sa carrière en NFL. Au début de la saison 1960, il fait part aux Browns de son intention de prendre sa retraite. 

### Cowboys de Dallas
Billy Howton est acquis par la franchise d'expansion des Cowboys de Dallas en 1960. Cette saison-là, les Cowboys n'enregistrent qu'une seule égalité, qui s'est produite contre les Giants de New York au Yankee Stadium le 4 décembre, lorsqu'une passe de touchdown tardive d'Eddie LeBaron (en) à Howton a mis fin à une remontée de 31 à 31. À l'issue de la saison, Howton a signé un contrat de trois ans.
La première victoire de l'histoire de la franchise a lieu lors du premier match de la saison 1961, contre les Steelers de Pittsburgh, 27-24, Howton y enregistre un total de 138 verges et un touchdown.
Pendant son passage chez les Cowboys, Billy Howton reste un des principaux acteurs d'une attaque de premier plan dans la ligue, composée d'Eddie LeBaron, Don Meredith, Don Perkins (en), Frank Clarke (en), Dick Bielski (en) et Lee Folkins (en). Il mène les Cowboys à la réception en 1961 (avec un record de carrière de 56 prises) et à nouveau en 1962.
Le 29 septembre 1963, Billy Howton devient le meilleur receveur de la NFL de tous les temps, après avoir battu le record de Don Hutson en matière de réceptions et de yards de réception en carrière. Il a pris sa retraite après avoir joué pendant douze saisons avec 503 réceptions, 8 459 yards et 61 touchdowns,.

### Statistiques en NFL
| Année                   | Équipe                  | MJ                      |     | Courses | Courses | Courses | Courses |       | Passes réceptionnées | Passes réceptionnées | Passes réceptionnées | Passes réceptionnées |
| Année                   | Équipe                  | MJ                      | Nb. | Yards   | Moy.    | TD      | Nb.     | Yards | Moy.                 | TD                   |                      |                      |
| 1952                    | Packers de Green Bay    | 12                      | 0   | 0       | 0,0     | 0       | 53      | 1 231 | 23,2                 | 13                   |                      |                      |
| 1953                    | Packers de Green Bay    | 8                       | 0   | 0       | 0,0     | 0       | 25      | 463   | 18,5                 | 4                    |                      |                      |
| 1954                    | Packers de Green Bay    | 12                      | 0   | 0       | 0,0     | 0       | 52      | 768   | 14,8                 | 2                    |                      |                      |
| 1955                    | Packers de Green Bay    | 12                      | 0   | 0       | 0,0     | 0       | 44      | 697   | 15,8                 | 5                    |                      |                      |
| 1956                    | Packers de Green Bay    | 12                      | 0   | 0       | 0,0     | 0       | 55      | 1 188 | 21,6                 | 12                   |                      |                      |
| 1957                    | Packers de Green Bay    | 12                      | 4   | 20      | 5,0     | 0       | 38      | 727   | 19,1                 | 5                    |                      |                      |
| 1958                    | Packers de Green Bay    | 12                      | 0   | 0       | 0,0     | 0       | 36      | 507   | 14,1                 | 2                    |                      |                      |
| 1959                    | Browns de Cleveland     | 12                      | 0   | 0       | 0,0     | 0       | 39      | 510   | 13,1                 | 1                    |                      |                      |
| 1960                    | Cowboys de Dallas       | 11                      | 0   | 0       | 0,0     | 0       | 23      | 363   | 15,8                 | 4                    |                      |                      |
| 1961                    | Cowboys de Dallas       | 14                      | 1   | 9       | 9,0     | 0       | 56      | 785   | 14,0                 | 4                    |                      |                      |
| 1962                    | Cowboys de Dallas       | 14                      | 0   | 0       | 0,0     | 0       | 49      | 706   | 14,4                 | 6                    |                      |                      |
| 1963                    | Cowboys de Dallas       | 11                      | 0   | 0       | 0,0     | 0       | 33      | 514   | 15,6                 | 3                    |                      |                      |
| Totaux chez les Packers | Totaux chez les Packers | Totaux chez les Packers | 4   | 20      | 5,0     | 0       | 303     | 5 581 | 18,4                 | 43                   |                      |                      |
| Totaux chez les Browns  | Totaux chez les Browns  | Totaux chez les Browns  | 0   | 0       | 0,0     | 0       | 39      | 510   | 13,1                 | 1                    |                      |                      |
| Totaux chez les Cowboys | Totaux chez les Cowboys | Totaux chez les Cowboys | 1   | 9       | 9,0     | 0       | 161     | 2 368 | 14,7                 | 17                   |                      |                      |
| Totaux en NFL           | Totaux en NFL           | Totaux en NFL           | 5   | 29      | 5,8     | 0       | 503     | 8 459 | 16,8                 | 61                   |                      |                      |